# Kikepera
Kikepera este o arie protejată (arie de protecție specială avifaunistică — SPA) din Estonia întinsă pe o suprafață de 10.407,2 ha, integral pe uscat.

## Localizare
Centrul sitului Kikepera este situat la coordonatele 58°16′38″N 24°58′05″E / 58.2772°N 24.9681°E.

## Înființare
Situl Kikepera a fost declarat arie de protecție specială avifaunistică în aprilie 2004 pentru a proteja 1 specie de animale.

## Biodiversitate
Situată în ecoregiunea boreală, aria protejată nu include niciun habitat protejat.
La baza desemnării sitului se află o specie protejată de  păsări:  cocoș de munte (Tetrao urogallus).
Pe lângă speciile protejate, pe teritoriul sitului au mai fost identificate 3 specii de plante.